# Maryse Wolinski
Maryse Wolinski, nata Bachère (Algeri, 3 maggio 1943 – Parigi, 9 dicembre 2021), è stata una giornalista e scrittrice francese.

## Biografia
Nata ad Algeri in una famiglia conservatrice, Maryse trascorse parte della sua infanzia tra Parigi e la Francia sud-occidentale, dove a 20 anni, dopo aver studiato giornalismo, inizia a lavorare per la stampa. Dopo aver lavorato a Bordeaux per il quotidiano Sud Ouest, entra a far parte de Le Journal du dimanche. Da libera professionista partecipa a diverse redazioni, tra cui F Magazine, Elle e Généraliste, rivista dedicata alla medicina. Principalmente collabora per Le Monde-Dimanche, supplemento del noto quotidiano Le Monde.
Insieme al regista Alain Nahum adatta per la televisione il suo primo libro La Divine Sieste de papa, trasmessa su France 3 la sera di Natale del 1986.
Appassionata vegetariana, si è dedicata anche alla stesura di libri che trattano di nutrizione e soprattutto di critiche verso le diete. 
Nel 2009 viene invitata dall'Alliance Française per un giro di conferenze e incontri con diversi studenti in India.
Morì il 9 dicembre 2021 per un cancro ai polmoni all'età di 78 anni. È sepolta presso il cimitero di Montparnasse vicino alla tomba del marito Georges Wolinski.

## Vita privata
Nel 1972 ha sposato il noto fumettista Georges Wolinski, dal quale ha avuto una figlia, Elsa, nata nel 1974. Il marito morì assassinato nell'attentato alla sede di Charlie Hebdo del 7 gennaio 2015.
A partire dal 2004 era iscritta alla massoneria femminile, in particolare era membro della Grande Loge féminine de France.

## Opere

### Romanzi
- Au Diable Vauvert, Flammarion, 1988.
- Le Maître d'amour, Flammarion, 1992.
- Graines de femme, Albin Michel, 1996.
- La Femme qui aimait les hommes, Albin Michel, 1998.
- La Tragédie du bonheur, Albin Michel, 1998.
- La Chambre d'amour, Albin Michel, 1998.
- La Mère qui voulait être femme, Seuil, 2008.
- La Sibylline, Seuil, 2010.
- La Passion d'Edith S., Seuil, 2014.
- Chérie, je vais à Charlie, Seuil, 2016.

### Saggi
- Lettre ouverte aux hommes qui n'ont toujours rien compris aux femmes, Albin Michel, 1993.
- L'Adoption, une autre naissance, Bernard Barrault
- Si tu veux maigrir, mange !, Albin Michel, 2000.
- Nous serons toujours jeunes et beaux, Albin Michel, 2001.
- L'Ivresse de vivre : le défi de la longévité, Albin Michel, 2004.